# Harmen Cnossen
Harmen Cnossen (Sneek, 4 april 1965) is een Nederlands dirigent.

## Opleiding
Cnossen kreeg zijn eerste piano- en slagwerklessen toen hij zeven jaar was. Hij studeerde slagwerk en piano aan de Muziek Pedagogische Academie in Leeuwarden, het Sweelinck Conservatorium in Amsterdam en pauken aan de Herbert von Karajan Academie bij het Berliner Philharmoniker. Cnossen volgde cursussen oude muziek in Weimar en Utrecht.

## Activiteiten
Al tijdens zijn studie speelde Cnossen in het Europees Jeugd Orkest en dirigeerde hij kamermuziek, opera, oratorium, symfonieorkesten, musical en kerkmuziek. 

### Nederland
Cnossen was vaste dirigent bij het Tchaikovsky Chamber Orchestra of Belgium en in Nederland van het amateurorkest Coro e Orchestra di Giuseppe Verdi in Groningen waarmee hij muziek van de componisten als Giacomo Puccini en Giuseppe Verdi uitvoerde. Vanaf 1996 tot 1998 was hij dirigent van het studentenorkest Bragi in Groningen. Sinds 2006 is Cnossen dirigent van het amateurorkest Kerkraads Symfonie Orkest en vanaf september 2007 van het UvA-Orkest J. Pzn Sweelinck. 
Van 1 november 2008 tot 1 juni 2013 was Cnossen dirigent van de Marinierskapel der Koninklijke Marine in de rang van Majoor der Marinierskapel.
Sinds 2017 is Cnossen aangesteld als Principal Conductor van het Harbin Symphony Orchestra en de Harbin Grand Opera. In 2017 is hij eveneens aangesteld aan de Universiteit van Suzhuo, als Professor Orkestdirectie.
Crossen staat sinds eind 2021 weer voor een Nederlands orkest. Cnossen staat als dirigent voor brassband Backum Brass uit Castricum. Backum Brass komt uit in de 2e/1e divisie. Cnossen behaalde 95 punten in maart 2023 op het concours in Drachten met Backum Brass.

### China
In de jaren 2000-2006 verbleef Cnossen in China. In 2000 ging Cnossen naar Peking, waar hij was uitgenodigd door Tang Muhai en het China National Symphony Orchestra and Chorus om er als assistent-dirigent en koordirigent te komen werken. Cnossen dirigeerde en coachte er Chinese instrumentalisten en zangers in de uitvoering van de muziek van Wolfgang Amadeus Mozart, Anton Bruckner, Hector Berlioz en leidde hij kamermuziekprojecten met de muziek van Johann Sebastian Bach. Cnossen leidde ook de koren van het Central Conservatorium in Peking en het Conservatorium van Nanking in projecten met oude en moderne koormuziek.
Cnossen verhuisde naar Shanghai na een uitnodiging van het Shanghai Broadcasting Symphony Orchestra. Hij dirigeerde er onder andere werken van de Chinese componist Xiaogang Ye, het Butterfly Lovers Violin Concerto, het Great Wall Piano Concerto en werken van Leonard Bernstein (Porgy and Bess) en John Corigliano. In China stond chinese propagandamuziek met een sterk klassiek westers karakter vaak verplicht op ieder concertprogramma, zoals werken als Good News from Beijing, Red Women Detachments March, Spring Festival Overture. Hij leidde het Shanghai Ballet in concerten met filmmuziek en Weense wals en het ballet de Notenkraker van Tsjaikovski. 
Na Shanghai werd Cnossen ook uitgenodigd door het Macau Chamber Orchestra, waar hij concerten leidde met muziek van Béla Bartók tot Antonio Vivaldi. Hij was in Macua ook docent kamermuziek aan het conservatorium.
Nadat Cnossen in 2005 de Hong Kong Philharmonic Orchestra Fellowship Award won, werd hij door chef-dirigent en artistiek directeur Edo de Waart aangesteld als Resident Conductor van het Hong Kong Philharmonic Orchestra (HKPO). Hij dirigeerde er muziek van onder andere John Adams, Guo Wenjing, Gustav Mahler en Richard Strauss (Salome en Elektra). In Hongkong leidde Cnossen ook universiteitsconcerten en schoolconcerten. Hij stelde met Harry Wong de succesvolle Music in the Wok-concerten en Symphonic Fairytales samen.  Hij dirigeerde het HKPO in cross-over concerten met Laura Fygi en haar band. In 2006 werd Cnossen ook dirigent van het Hong Kong Philharmonic Chorus.
Andere orkesten die Cnossen dirigeerde zijn het orkest van de Herbert von Karajan Academie, Hong Kong City Chamber Orchestra, Kammerphilharmonie Leipzig, Shanghai Chamber Orchestra en het orkest van de Bulgaarse Opera.

## Prijzen en onderscheidingen
Cnossen won een gouden medaille in 1995 op het Lovro von Matacic concours in Zagreb, waarna hij het Zagreb Philharmonisch Orkest dirigeerde in het Requiem van Wolfgang Amadeus Mozart. In 2005 won Cnossen de Hong Kong Philharmonic Orchestra Fellowship Award.
- Gemeinsame Normdatei: 135436524
- International Standard Name Identifier: 0000 0000 5698 7669
- Nederlandse Thesaurus van Auteursnamen: 331462656
- Virtual International Authority File: 80182817
- WorldCat: E39PBJt44KvhYydJxg6bRjDyVC